# Розенталь, Герман
Герман Розенталь (1843, Фридрихштадт, Курляндская губерния, Российская империя — 1917, США) — американский поэт, публицист, путешественник, библиотекарь и переводчик российского происхождения, глава русского отдела первой еврейской энциклопедии (Нью-Йорк, 1901—1906). Полиглот и знаток древнееврейского языка, на котором издавал журнал «Ha-Modia le-Chodaschim».

## Биография
Родился в 1843 г. в Фридрихштадте Курляндской губернии (ныне Яунелгава, Латвия). Рано начал переводить русских поэтов на немецкий язык, a также самостоятельно писать стихи.
В 1881 г. отправился в Америку с целью основать там еврейские земледельческие колонии, чему и посвятил несколько лет жизни. Одно время издавал журнал «Der Jüdischer Farmer».
В 1892 г. по поручению железнодорожной компании отправился в экспедицию для исследования экономических условий Китая, Японии и Кореи и в 1893 г. обнародовал отчёт об этой поездке.
C 1898 года занимал должность библиотекаря в славянском отделении Нью-Йоркской публичной библиотеки. Вместе с Зингером организовывал русский отдел при подготовке издания 12-томной еврейской энциклопедии на английском языке «Jewish Encyclopedia» (изд. «Funk and Wagnalls Company», 1901—1906) и с декабря 1900 года возглавлял этот отдел.
Издавал журнал на древнееврейском языке — «Ha-Modia le-Chodaschim».

## Издания
- Сборник стихотворений (Gediente, 1870)
- Сборники стихотворений «Worte des Sammlers» и «Lied der Lieder» (1893); «Spätherbstabend Poems» (1906)

Автор многочисленных публикаций в различных периодических изданиях на английском языке, главным образом, ο русских и русско-еврейских делах. Перевёл и издал воспоминания губернатора князя Урусова (Prince George Urusov. Mémoires of a Russian Governor, 1908).